# グルテリン
グルテリン（英: glutelin, gluteline）は希酸、希塩基、洗剤、カオトロピック、還元剤に可溶のタンパク質である。一般に、グルテリンは特定の穀物の種子のプロラミン様タンパク質である。グルテニンは小麦に含まれている最も一般的なグルテリンであり、パンコムギの洗練された製パン特性に必要である。大麦とライ麦のグルテリンも同定されている。 
グルテリンは、米の胚乳に含まれている主要なエネルギー源である。
グルテリンは一般的に、高分子量（HMW、High-Molecular-Weight）グルテリンと低分子量（Low-Molecular-Weight、LMW）グルテリンに分類される。これらのタンパク質は、製パンの過程で自分自身やその他のタンパク質と、ジスルフィド結合によって連結しあう。